# Фінал Світового туру ATP 2014
ATP World Tour Finals 2014 — тенісний турнір, що проходив на кортах з твердим покриттям у Лондоні, Велика Британія з 10 листопада.

## Фінальна частина

### Одиночний розряд
Новак Джокович —  Роджер Федерер Walkover

### Парний розряд
Боб Браян /  Майк Браян —  Іван Додіг /  Марсело Мело 6–7(5–7), 6–2, [10–7]